# Hooters Casino Hotel
Hooters Casino Hotel – hotel i kasyno, położony w Paradise, w amerykańskim stanie Nevada. Stanowi własność Florida Hooters, LLC (66.67%) oraz EW Common, LLC (33.33%).
W skład obiektu wchodzi hotel z 696 pokojami i kasyno o powierzchni 3.300 m².

## Historia

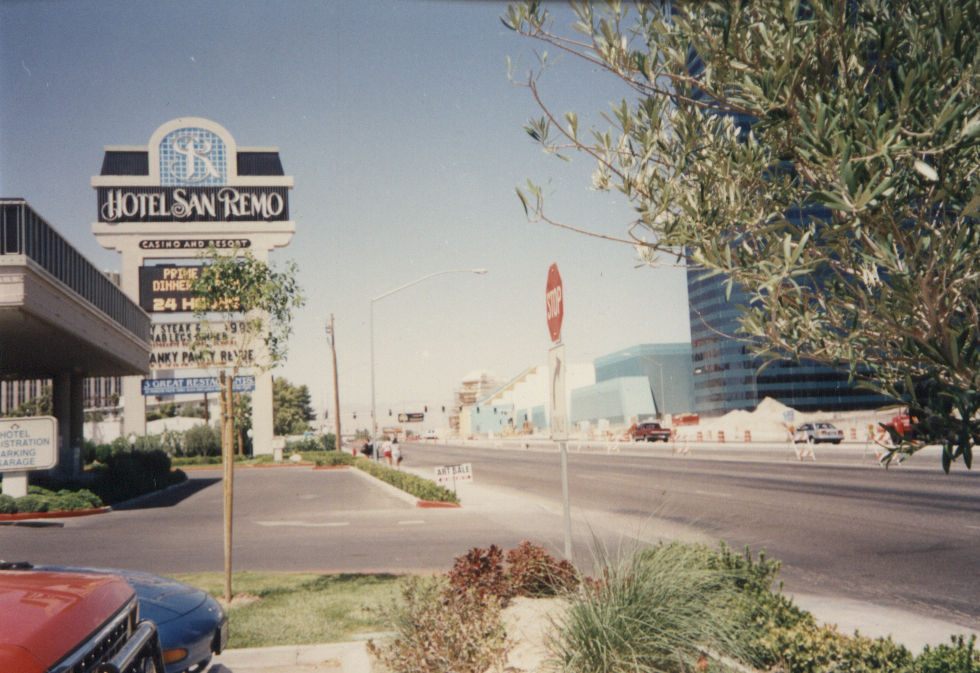
Stary znak Hôtel San Rémo

Obiekt został otwarty w 1973 roku jako Howard Johnson Hotel. Po serii zmian własnościowych, w 1989 roku przyjął nazwę Hôtel San Rémo, zaś jego motywem przewodnim była Riwiera Włoska. W 2002 roku hotel, kasyno i restauracje przeszły gruntowną renowację.
17 sierpnia 2004 roku korporacja Hooters, Inc. ogłosiła, że za kwotę 74.6 milionów dolarów wykupiła obiekt od Eastern and Western Hotel Corporation. Jako część tego procesu, EW Common, LLC nabyła 1/3 udziałów w hotelu. Nowi właściciele zaczęli wprowadzać w życie plan, by w miejscu Hôtel San Rémo utworzyć hotel/kasyno sygnowane przez Hooters. W 2005 roku korporacja przeznaczyła 190 milionów dolarów na modernizację i przebudowy obiektu; zwiększono między innymi powierzchnię kasyna o dodatkowych 300 m², nazwę obiektu zmieniono na Hooters Hotel Casino, wszystkie pokoje zostały przemodelowane, basen został trzykrotnie zwiększony, wybudowano nowe restauracje.
2 lutego 2006 roku, w weekend Super Bowl XL, Hooters Casino Hotel został oficjalnie otwarty po okresie renowacji, witając gości, a wśród nich Gene Simmonsa z zespołu Kiss, pomarańczowym dywanem. Tego samego dnia w Hooters działać zaczęła restauracja Dan Marino's Fine Food and Spirits, należącą do byłego gracza Miami Dolphins, Dana Marino.
Po zmianie właściciela, a także nazwy, dochody osiągane przez Hooters systematycznie malały. 4 marca 2008 roku grupa inwestycyjna Hedwigs Las Vegas Top Tier wykupiła hotel za 225 milionów dolarów, ogłaszając jednocześnie, że przeznaczy kolejnych 130 milionów na przebudowę obiektu, przemianowując go na rozrywkowy hotel butikowy. Jednakże w czerwcu 2008 roku umowa została zerwana, jako że Hedwigs nie wypełniła jej zobowiązań – nie była w stanie uiścić wymaganej opłaty.
1 sierpnia 2011 roku właściciele Hooters Hotel Casino złożyli wniosek o tzw. bankructwo naprawcze, znane w amerykańskim systemie prawnym jako Chapter 11. Podparli je zeznaniem o majątku wynoszącym od 10 do 50 milionów dolarów, przy łącznej wartości długów, sięgającej 162 milionów dolarów.